# Сергєєв Дмитро Миколайович
Дмитро Миколайович Сергєєв (нар. 26 січня 2002) — український футболіст, захисник «Миколаєва», який також виступає за «Миколаїв-2».

## Життєпис
Футбольний шлях розпочав 2012 року в «Олімпі Старобільськ 02 03» (Старобільськ), який виступав у юнацьких змаганнях Луганської області. З 2015 по 2019 рік виступав за «Миколаїв» у ДЮФЛУ. Дебютував у дорослому футболі за «Миколаїв-2» 23 жовтня 2019 року в програному (0:4) виїзному поєдинку 17-го туру групи «Б» Другої ліги України проти херсонського «Кристалу». Дмитро вийшов на поле на 90-й хвилині, замінивши Андрія Запорощенка.